# Tour de Scandinavie féminin
La Tour de Scandinavie féminin (Tour of Scandinavia), est une course cycliste féminine par étapes qui se tient en Norvège, Suède et Danemark en 2022 et 2023. En fait partie du World Tour féminin durant son existence. Elle succède au Tour de Norvège féminin.
L'épreuve devait être renommée Battle of the North, mais la guerre en Ukraine pousse l'organisateur à finalement le nommer Tour de Scandinavie.
L'édition 2024 est annulée en raison de problèmes financiers, tout comme l'édition 2025 car selon l'organisateur la compétition n'est pas suffisamment attractive pour les médias et les sponsors, ce qui entraine l'arrêt définitif de la compétition.

## Palmarès
| Année | Vainqueur             | Deuxième              | Troisième        |                  |
| ----- | --------------------- | --------------------- | ---------------- | ---------------- |
| 2022  | Cecilie Uttrup Ludwig | Liane Lippert         | Alexandra Manly  |                  |
| 2023  | Annemiek van Vleuten  | Cecilie Uttrup Ludwig | Amber Kraak      |                  |
| 2024  | annulé/abandonné      | annulé/abandonné      | annulé/abandonné | annulé/abandonné |
| 2025  | annulé/abandonné      | annulé/abandonné      | annulé/abandonné | annulé/abandonné |